# Mark Owen
Mark Anthony Patrick Owen (født 27. januar 1972 i Oldham) er en britisk sanger og komponist. Han er en af de fem medlemmer i gruppen Take That.

## Take That
Da Take That startede op i 90'erne, prydede Mark Owens stemme især et nummer, hvilket var Babe fra Everything Changes albummet, der blev udgivet i 1993. Dette nummer lå nummer et på hitlisterne i UK for en kort stund. Efterfølgende har Mark Owen været front vokal på langt flere numre, såsom Shine og Kidz. Inden gruppen splittede, var der mange, der påstod, at Mark Owen var det mest populære medlem af gruppen, hvilket skyldtes hans drengede, men gode look og ikke mindst hans smil, hvilket bl.a. var grunden til, at han fik tildelt titler fra Smash Hit's i form af Most Fanciable Male in the World og Best Haircut.[kilde mangler]

## Solokarriere
Efter Take That valgte at gå fra hinanden, var han det andet ex-medlem, der udgav et solo album, hvor han med sin debut single Child lå nummer tre i UK Single Chart. Hans anden single Clementine endte også som nummer tre. I 1997 blev hans første album Green Man udgivet, hvor albummet endte på hitlisterne som nummer 33, hvor singlen I Am What I Am blev nummer 29, hvilket resulterede i, at BMG Records droppede ham sidst i 1997.
Mark Owen vandt den anden serie af Celebrity Big Brother i novomber 2002.
I august 2003 opnået hans single Four Minute Warning at ryge på hitlisten Top 5 hit, hvor han efterfølgende udgav hans andet album In Your Own Time i november 2003. Da Island/Universal Records mente, at hans album ikke havde opnået tilstrækkeligt, droppede de ham.

## Diskografi

### Studiealbums
| Titel                                                    | Album detaljer                                                                                  | Placeringer fra hitlisterne | Placeringer fra hitlisterne | Placeringer fra hitlisterne | Placeringer fra hitlisterne | Solgte eksemplarer            | Certificeringer                  |
| Titel                                                    | Album detaljer                                                                                  | UK                          | SKO                         | DE                          | BEL                         | Solgte eksemplarer            | Certificeringer                  |
| -------------------------------------------------------- | ----------------------------------------------------------------------------------------------- | --------------------------- | --------------------------- | --------------------------- | --------------------------- | ----------------------------- | -------------------------------- |
| Green Man                                                | - Udgivet: 2 December 1996 - Pladeselskab: RCA - Formater: CD, cassette                         | 33                          | 50                          | 46                          | 40                          | - UK: 100,000+ - ES: 100,000+ | - ES: Platinium - BPI (UK): Guld |
| In Your Own Time                                         | - Udgivet: 3 November 2003 - Pladeselskab: Island - Formater: CD                                | 59                          | 46                          | —                           | —                           | - UK: 17,805                  |                                  |
| How the Mighty Fall                                      | - Udgivet: 18 April 2005 - Pladeselskab: Sedna - Formater: CD                                   | 28                          | —                           | 56                          | —                           | - UK: 3,280                   |                                  |
| The Art of Doing Nothing                                 | - Udgivet: 7 Juni 2013 - Pladeselskab: Polydor - Formater: CD, digital download                 | 29                          | 36                          | —                           | 160                         | - UK: 6,360                   |                                  |
| Land of Dreams                                           | - Udgivet: 23 September 2022 - Pladeselskab: BMG - Formater: CD, LP, Kassette, digital download | 5                           | 2                           | —                           | 118                         |                               |                                  |
| "—" markerer en udgivelse der ikke opnåede en placering. |                                                                                                 |                             |                             |                             |                             |                               |                                  |

### Singler
| Titel                                                    | År   | Placeringer fra hitlisterne | Placeringer fra hitlisterne | Placeringer fra hitlisterne | Placeringer fra hitlisterne | Placeringer fra hitlisterne | Placeringer fra hitlisterne | Album                    |
| Titel                                                    | År   | UK                          | SKO                         | IRL                         | EU                          | DE                          | HOL                         | Album                    |
| -------------------------------------------------------- | ---- | --------------------------- | --------------------------- | --------------------------- | --------------------------- | --------------------------- | --------------------------- | ------------------------ |
| "Child"                                                  | 1996 | 3                           | 3                           | 10                          | 9                           | 20                          | 27                          | Green Man                |
| "Clementine"                                             | 1997 | 3                           | 3                           | 10                          | 28                          | 52                          | 49                          | Green Man                |
| "I Am What I Am"                                         | 1997 | 29                          | 24                          | —                           | —                           | —                           | —                           | Green Man                |
| "Four Minute Warning"                                    | 2003 | 4                           | 2                           | 37                          | 17                          | —                           | 52                          | In Your Own Time         |
| "Alone Without You"                                      | 2003 | 26                          | 22                          | —                           | 85                          | —                           | —                           | In Your Own Time         |
| "Makin' Out"                                             | 2004 | 30                          | 29                          | —                           | —                           | —                           | —                           | How the Mighty Fall      |
| "Believe in the Boogie"                                  | 2005 | 57                          | —                           | —                           | —                           | 78                          | —                           | How the Mighty Fall      |
| "Hail Mary"                                              | 2006 | 103                         | —                           | —                           | —                           | —                           | —                           | How the Mighty Fall      |
| "Stars"                                                  | 2013 | 135                         | —                           | —                           | —                           | —                           | —                           | The Art of Doing Nothing |
| "You Only Want Me"                                       | 2022 | 76                          | —                           | —                           | —                           | —                           | —                           | Land of Dreams           |
| "Are You Looking for Billy?"                             | 2022 | —                           | —                           | —                           | —                           | —                           | —                           | Land of Dreams           |
| "Magic"                                                  | 2022 | 76                          | —                           | —                           | —                           | —                           | —                           | Land of Dreams           |
| "—" markerer en udgivelse der ikke opnåede en placering. |      |                             |                             |                             |                             |                             |                             |                          |

#### Som gæstevokal
| Titel                                                    | År   | Placeringer fra hitlisterne | Placeringer fra hitlisterne | Placeringer fra hitlisterne | Placeringer fra hitlisterne | Placeringer fra hitlisterne | Solgte eksemplarer | Album             |
| Titel                                                    | År   | UK                          | SKO                         | IRL                         | DE                          | HOL                         | Solgte eksemplarer | Album             |
| -------------------------------------------------------- | ---- | --------------------------- | --------------------------- | --------------------------- | --------------------------- | --------------------------- | ------------------ | ----------------- |
| "Everybody Hurts" (ft. Helping Haiti)                    | 2010 | 1                           | 1                           | 1                           | 16                          | 5                           | - UK: 600,000      | Non album singles |
| "One Horse Open Sleigh" (ft. Cameron Tyler)              | 2017 | —                           | —                           | —                           | —                           | —                           |                    | Non album singles |
| "Hold Up a Light" (ft. Grasmere Primary School)          | 2019 | —                           | —                           | —                           | —                           | —                           |                    | Non album singles |
| "—" markerer en udgivelse der ikke opnåede en placering. |      |                             |                             |                             |                             |                             |                    |                   |